# Brouzet-lès-Quissac
Brouzet-lès-Quissac é uma comuna francesa na região administrativa de Occitânia, no departamento de Gard. Estende-se por uma área de 15,94 km². Em 2010 a comuna tinha 300 habitantes (densidade: 18,8 hab./km²).